# Clemente Alayo
Clemente Alayo Calderón, alias "Henri Charriére", es un exagente de inteligencia peruano que acusó al Grupo Colina del asesinato del sindicalista Pedro Huilca. Trabajó para Sendero Luminoso y, a pesar de diversas afirmaciones periodísticas, no fue parte del Grupo Colina.

## Biografía
Fue cesado del ejército en 1980, colaborando con el ejército de forma ocasional a la par que realizaba actos delicuenciales. Desde 1984, se infiltró en predios senderistas. En 1986, fue pasado al retiro.

### Secuestro de Juvenal Martínez
En 1992, Alayo secuestró al empresario Juvenal Martínez, obteniendo, para tal fin, información de David Celis Pomatanta. Luego que recibiera el pago, Alayo liberó a Martínez. Sin embargo, Alayo fue posteriormente detenido debido a que Celis Pomatanta declaró sobre el involucramiento de Alayo en el secuestro. Alayo fue luego liberado.

### Caso Celis Pomatanta
Bajo el alias de "Henri Charriére" se presentó ante la DINTE como un senderista arrepentido y con un plan para conocer la ubicación del líder de Sendero Luminoso, Abimael Guzmán. El plan propuesto por "Charriére"  consistía en eliminar a un supuesto senderista que, actuando como coordinador, viajaba entre la selva y Lima. Según "Charriére", la eliminación del senderista lo haría ascender dentro de la organización subversiva lo que le conectaría con el Comité Central del partido. Para lograr esto, "Charriére" exigió que Mesmer Carles Talledo fuera su enlace ya que lo había supuestamente reclutado, además de un pago de 20 mil dólares como apoyo. La DINTE aprobó el plan y Santiago Martín Rivas quedó a cargo de la operación. Martín Rivas entregó, a través de Carles, 2 mi dólares a "Charriére" como parte del apoyo solicitado. Para la eliminación del supuesto senderista (David Celis Pomatanta), se dispuso que Carles condujera un carro junto a ""Charriére" y el senderista y una vez llegado al lugar especificado se daría la eliminación del subversivo. Sin embargo, el plan no prosperó. En el camino, "Charriére" y Carles intentaron asesinar a Celis Pomatanta y robarle el dinero que transportaba, pero Celis Pomatanta quedó herido.

### Primeras cartas
Luego del intento de asesinato de Celis Pomatanta, Alayo, bajo el alias de "Henri Charriére", escribió cartas al comandante general acusando a Martín Rivas y al coronel Federico Navarro de apropiarse del dinero para la captura de Abimael Guzmán. También escribió cartas a Alberto Fujimori asegurando ser un infiltrado en Sendero Luminoso ofreciéndole sus servicios.

### Trabajando para Sendero Luminoso
En octubre de 1992, la senderista Martha Huatay fue capturada. En su poder se encontró nombres y direcciones de agentes de inteligencia. Tras la confesión de Carles Talledo, Alayo fue detenido. Alayo, dentro de Sendero Luminoso y a cambio de dinero, le proporcionaba información a Carles, pero luego Alayo le pidió a Carles datos sobre el ejército que Carles proporcionó a cambio de dinero.

### Proyecto Centinela
Alayo durante el juicio, y buscando una condena beneficiosa, manifestó sobre la existencia de un "Proyecto Centinela" que él había elaborado en conjunto con los abogados senderistas Alfredo Crespo y Jorge Cartagena. Según Alayo, el referido proyecto contemplaba la eliminación de militares. A pesar de esto, Alayo fue condenado a quince años de prisión por el delito de traición a la patria. Luego, fue condenado a cadena perpetua siendo internado en el Penal de Yanamayo.

### Caso Pedro Huilca
Desde 1993, Alayo junto a Carles empezaron a mandar cartas, contradictorias entre sí, donde acusaban al SIE de diversos asesinatos (entre ellos, el asesinato de Huilca y de los estudiantes universitarios de la Universidad Nacional del Centro). En noviembre del 2000, Alayo mandó una carta donde manifestaba que "el asesinato al Dirigente Sindical Pedro Huilca Tecse fue ordenado por Alberto Fujimori,(...) y los ejecutores de dicho asesinato al líder sindical fueron el Mayor EP. Luis Santiago Rivas, el Agente de Inteligencia Pedro Pretell Dámaso y Mariela Barreto. Estos últimos asesinados por el Grupo Colina”. En julio del 2001, Alayo ratificó su versión declarando que Martín Rivas le entregó mil dólares para participar en la ejecución de Huilca. En el año 2003, declaró que "el plan de operaciones para eliminar a Huilca Tecse iba a ser mucho antes del paro que iba a realizar, pero no se ejecutó por diversas circunstancias de inoperabilidad del grupo Colina".